# 志津田藤四郎
志津田 藤四郎（しつた とうしろう、1900年（明治33年）3月24日 - 1987年（昭和62年）3月10日）は、日本の教育者、方言や俗言の研究者。佐賀県出身。佐賀龍谷短期大学副学長を務めた。

## 人物・来歴
1900年（明治33年）佐賀県佐賀郡久保田村（現・佐賀市久保田町）の宗教家、志津田富太郎の四男として出生。横江の久保田第二尋常小学校、高等科は元小路の思斉尋常高等小学校（現・佐賀市立小中一貫校思斉館）に入学。高等科の卒業を前に師範学校入学。卒業後、江北小学校へ赴任。その後さらに日本大学高等師範を卒業。その後、鹿島中学校（旧制）母校佐賀県師範学校で後輩の指導にあたり、佐賀大学合併後は付属中学校総務に転出。佐賀龍谷短期大学（現・九州龍谷短期大学）教授、のちに副学長。

## 著書
- 『佐賀の方言 上巻 体言編』 佐賀新聞プラン
- 『佐賀の方言 中巻 述語編』 佐賀新聞社
- 『佐賀の諺』 佐賀新聞プラン

## 参考
- さがの歴史・文化お宝帳